# بریجیت آرمسترانگ
بریجیت آرمسترانگ (انگلیسی: Bridgette Armstrong؛ زادهٔ ۹ نوامبر ۱۹۹۲) بازیکن فوتبال اهل نیوزیلند است.

وی همچنین در تیم‌های ملی فوتبال New Zealand women's national under-17 football team, New Zealand women's national under-20 football team، و زنان نیوزیلند بازی کرده‌است.